# Контарату, Фабиану
Фабиану Контарату (порт. Fabiano Contarato; род. 20 июня 1966, Нова-Венесия, Бразилия) — бразильский юрист и политик. С 2018 года является членом партии Сеть устойчивого развития. С 2019 года — федеральный сенатор Бразилии от штата Эспириту-Санту.

## Личная жизнь
Родился в Нова-Венесия 20 июня 1966 года в семье водителя автобуса и домохозяйки. Окончил юридический факультет Университета Вила Велья и аспирантуру по уголовному и уголовно-процессуальному праву Университета Гама Филью. Некоторое время занимал должность профессора уголовного права Университета Вила Велья.
В 1992 году служил представителем Гражданской полиции Эспириту-Санту. Более десяти лет Контарату исполнял обязанности делегата инспекторов дорожного движения штата и возглавлял Государственный департамент дорожного движения Эспириту-Санту. В 2016 году он был назначен генеральным инспектором Государственного секретариата по контролю и прозрачности в штате Эспириту-Санту.
Фабиану Контарату — открытый гомосексуал. По словам политика, он обнаружил свою гомосексуальность в раннем возрасте, но «подавил её силой воли». В ноябре 2017 года он сочетался браком с физиотерапевтом Родригу Гробериу. В том же году семейная пара усыновила мальчика по имени Габриэл. Контарату исповедует католицизм.

## Политическая карьера
В 2013—2015 годах Контарату был членом Республиканской партии Бразилии, от которой баллотировался в Федеральный сенат Бразилии на выборах 2014 года, но снял свою кандидатуру по личным мотивам. В 2015—2018 годах политик состоял в рядах Бразильской социал-демократической партии. На выборах 2018 года Контарату баллотировался в Федеральный сенат Бразилии от партии Сеть устойчивого развития. Во время своей кампании он делал упор на защиту семьи и предложения, связанные с общественной безопасностью. Контарату заявил о себе, как о стороннике соблюдения прав человека и противнике абортов. По мнению журнала «Заглавная буква», программа политика включала «аспекты, которые вступают в диалог как с прогрессивными идеями, так и с консервативными позициями».
7 октября 2018 года Контарату был избран сенатором с 1 117 036 голосами (31,15 %), вопреки опросам общественного мнения, которые показывали лидерство сенаторов Манью Мальты (консервативного евангелического пастора, сторонника ультраправого президента Жаира Болсонару) и Рикарду Феррасу. Победив на выборах, Контарату стал первым открытым гомосексуалом, избранным в Федеральный сенат Бразилии. 1 февраля 2019 года он получил мандат сенатора республики. В сенате Контарату стал членом Комиссии по конституции, правосудию и гражданству и Комиссии по окружающей среде. Он также является членом Независимого блока. Политик поддержал кандидатуру Дави Алколумбре на место президента сената и заявил о нейтралитете по отношению к правительству президента Жаира Болсонару, при этом критикуя самого президента за его гомофобные, расистские и сексистские высказывания.
Среди парламентских инициатив Контарату было предложение об узаконивании равного гендерного представительства в законодательных органах страны. Политик подверг резкой критике министра юстиции Сержиу Мору, заподозренного в участии в фальсификации обвинений против бывшего президента Луиса Инасиу Лула да Силвы. Контарату выступил против упрощения продажи оружия населению и за предоставление права правительству страны принимать иностранные пожертвования на борьбу с лесными пожарами в Амазонии в 2019 году.